# Muhammad ben Tughj
Abû Bakr Muhammad ibn Tughj al-Ikhchîd (882-946) est le premier gouverneur ikhchidide d’Égypte en 935.

## Biographie
Le grand-père de Muhammad ibn Tughj était un mamelouk originaire d'Asie centrale, au service du calife abbasside Al-Mu'tasim. Muhammad ibn Tughj commence sa carrière dans l'entourage de son père (devenu l'un des principaux généraux toulounides), pour lequel il est par exemple gouverneur de Tibériade.
En 923 il achète un esclave nubien nommé Abû al-Misk Kâfûr. Voyant les talents et l'intelligence de son esclave, Muhammad ben Tughj le libère et en fait le tuteur de ses enfants. Kâfûr sera le véritable successeur de Muhammad ben Tughj.
En 930, Muhammad ben Tughj est nommé gouverneur de la Syrie par le calife Al-Qahir.

### Gouverneur de l’Égypte
Pendant trente ans les gouverneurs avaient été incapables de rétablir une certaine stabilité en Égypte. Au cours de cette période, l’Égypte a été soumise aux attaques répétées des Fatimides et subissait les excès d’indiscipline de l’armée. En 935, Muhammad ben Tughj est nommé gouverneur d’Égypte, à la place de Ahmed ibn Kayghalegh, par le calife Ar-Râdî. Il va essayer de reproduire ce qu’avait fait Ahmad ibn Touloun en 868 en fondant la dynastie toulounide. Il prend le titre d’Ikhchîd en 937.
Par des mesures audacieuses il parvient à reprendre le contrôle des armées et du trésor. Il réaffirme la suzeraineté de l’Égypte sur la Syrie et prend le poste de gouverneur des villes saintes (La Mecque et Médine) du Hedjaz
En 944, le calife Al-Muttaqî est réfugié à Ar-Raqqa menacé par le chef des mercenaires turcs Tuzun. Muhammad ben Tughj lui fait une humble allégeance. Il lui offre de somptueux cadeaux. Il lui propose de se réfugier en Égypte et de se mettre ainsi à l’abri. Cette offre, comme une offre semblable des Hamdanides, a surtout comme objectif de prendre le pouvoir sur le califat et de s’assurer de l’annexion de la Syrie. En refusant ces deux offres de tutelle, Al-Muttaqî s’est lui-même jeté dans les mains de Tuzun qui jure de ses meilleures intentions à l’égard du calife. Tuzun dépose le calife et lui fait crever les yeux. Le jour même, Tuzun installe Al-Mustakfi cousin d’Al-Muttaqî pour lui succéder.
En 945, le califat abbasside passe sous la tutelle des Bouyides. Le calife  Al-Mustakfî est assassiné en 946 et les Bouyides installent leur marionnette Al-Muti'. La même année Muhammad ben Tughj meurt. Ses fils Abû al-Qâsim puis Abû al-Hasan héritent de son titre d’Ikhchîd, mais leur tuteur, Kâfûr va exercer le pouvoir réel.